# Zonsverduistering van 16 januari 2075

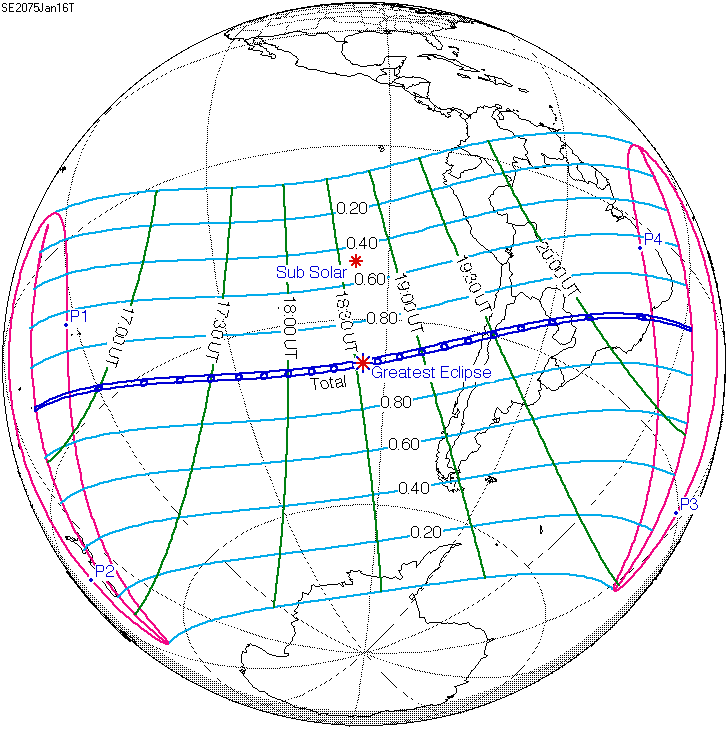
De zonsverduistering is de zien tussen de blauwe lijnen.

De totale zonsverduistering van 16 januari 2075 trekt veel over zee, maar is op land zichtbaar vanuit deze zes gebieden : 
- 2 eilanden Alejandro Selkirk en Robinson Crusoe
- 4 landen Chili, Argentinië, Paraguay en Brazilië

## Lengte

### Maximum
Het punt met maximale totaliteit ligt op zee ver van enig land op cöordinaat 29° 56' 3" ZB, 74° 47' 21" WL en duurt 2m42,0s.

### Limieten
| Fenomeen                    | Code | Tijdstip UTC |
| --------------------------- | ---- | ------------ |
| Eerste contact bijschaduw   | P1   | 15:55:03.1   |
| Eerste contact kernschaduw  | U1   | 16:52:52.9   |
| Kernschaduw compleet vanaf  | U2   | 16:53:43.7   |
| Bijschaduw compleet vanaf   | P2   | 17:56:00.7   |
| Maximum eclips              | GE   | 18:33:42.2   |
| Bijschaduw compleet t/m     | P3   | 19:11:27.0   |
| Kernschaduw compleet t/m    | U3   | 20:13:44.6   |
| Laatste contact kernschaduw | U4   | 20:14:32.0   |
| Laatste contact bijschaduw  | P4   | 21:12:26.0   |